# خوسيه فيليكس استيغاريبيا
خوسيه فيليكس استيغاريبيا (بالإسبانية: José Félix Estigarribia)‏ (و. 1888 – 1940 م) هو سياسي، ودبلوماسي، وضابط من باراغواي .
تولى منصب رئيس الباراغواي .ويحمل رتبة عسكرية فريق أول .

## التعليم
تعلم في مدرسة سان سير العسكرية.

## روابط خارجية
- خوسيه فيليكس استيغاريبيا على موقع الموسوعة البريطانية (الإنجليزية)